# 12637 Gustavleonhardt
12637 Gustavleonhardt è un asteroide della fascia principale. Scoperto nel 1973, presenta un'orbita caratterizzata da un semiasse maggiore pari a 2,6243279 UA e da un'eccentricità di 0,2006253, inclinata di 0,93669° rispetto all'eclittica.